# Louise Gore
Beatrice Louise Gore (* 6. März 1925 in Leesburg, Virginia; † 6. Oktober 2005 in Washington, D.C.) war eine US-amerikanische Politikerin aus dem Bundesstaat Maryland.
Gore wurde als Tochter des Rechtsanwalts und Immobilieninvestors H. Grady Gore geboren. Sie war Mitglied der Republikaner und machte sich um zahlreiche politische, soziale und kulturelle Belange verdient. Zwischen 1963 und 1969 vertrat sie das Montgomery County in der Maryland General Assembly, wobei sie nach ihrer Zeit im Abgeordnetenhaus des Staates 1966 das erste weibliche Mitglied der Republikanischen Partei war, das in den Senat von Maryland gewählt wurde.
Nach einer erfolglosen Kandidatur für das US-Repräsentantenhaus im Jahre 1966 bewarb sie sich 1974 erstmals für das Amt des Gouverneurs von Maryland, erreichte jedoch nur 36,5 % der Stimmen und unterlag so dem Demokraten Marvin Mandel. Eine zweite Kandidatur im Jahr 1978 war ebenfalls erfolglos.
Neben ihrer eigenen politischen Karriere unterstützte Louise Gore intensiv die Präsidentschaftsbewerbung von Richard Nixon. Nach dessen Amtsübernahme revanchierte er sich und ernannte Gore zur US-Botschafterin bei der UNESCO in Paris. Louise Gore erlag im Alter von 80 Jahren einem Krebsleiden. Sie war eine Cousine von Albert Gore Sr., dem ehemaligen Senator von Tennessee und Vater von Al Gore.